# 永峰絵里加
永峰 絵里加（ながみね えりか、1986年3月21日 - ）は、日本の女優、モデル。東京都出身。プラチナムプロダクション所属。

## 略歴
神田外語大学外国語学部国際コミュニケーション学科卒業（同級生に比嘉バービィがいる）後、アップスアカデミーに11期生として入所しレッスンを受ける。その後は女優としてドラマや映画に出演。

## 人物
所属事務所はシネマポルト→フリーランスを経て、2014年よりプラチナムプロダクションとマネージメント契約している。
趣味は旅行、写真、料理、英会話。

## 出演

### テレビドラマ
- 古代少女隊ドグーンV「第5話・妖怪 森ガール登場」（2010年・MBSテレビ他）- なんちゃって森ガール 役。
- 極悪がんぼ（2014年・フジテレビ） - ホステス 役。
- 平成猿蟹合戦図（2014年・WOWOW） - 第1・2話に出演。
- ゴーストライター(2015年、フジテレビ)
- PANIC IN (2015年、BSスカパー!)
- ミステリなふたり 第3話（2015年・名古屋テレビ） - 大内里佳 役
- 医師たちの恋愛事情　第1話(2015年、フジテレビ)
- アルジャーノンに花束を （2015年、TBS）- 看護師 役
- 花燃ゆ (2015年、NHK) - 香澄 役
- いつかティファニーで朝食を season1,season2（2015-2016年、日本テレビ） - 新井里恵 役
- 家族ノカタチ (2016年、TBS) - 横山 役
- CRAZY（2017年、TOKYO MX）- 樫木征吾の前妻 役
- ボク、運命の人です。（2017年、NTV）- 第10話に出演。
- 西郷どん（2018年、NHK）- 遊女うの 役
- 健康で文化的な最低限度の生活 第8話 （2018年、関西テレビ） - 由美子 役

### その他テレビ番組
- スコラ 坂本龍一 音楽の学校（2013年・NHK Eテレ） - 番組内ショートフィルム『猛暑物語』（監督岩井俊二）に出演。
- オイコノミア「そのデータ、どう読み解きますか? 後編」（2014年4月9日・NHK Eテレ）
- オイコノミア 「モテの極意」(2016年2月8日・NHK Eテレ)
- オイコノミア「くっつけ方の極意」（2017年5月11日・NHK Eテレ）

### 映画
- SRサイタマノラッパー ロードサイドの逃亡者（2012年） - サチコ 役。
- 私の悲しみ（2012年） - 主演・神田慶子 役。
- ハジマリノオワリ おわりのはじまり（2014年） - 樋口由香 役。
- ニンジャアベンジャーズ  原題：NINJA:Shadow of a tear （2015年）- ジュエリーショップ店員 役。
- あかぎれ（2016年）- ジュン 役。
- 未来は明るい（2017年）- 主演・ 正井里奈 役。
- pinto（2017年）- 亮子 役。

### 舞台
- 多聞企画『This披露宴』（2009年3月・千駄木344スタジオ） - 主演・大井川夏美 役。
- 劇団ZAPPA『花 hana 2009』（2009年10月・SPACE107） - なずな 役。
- TEAM JAPAN SPEC『終わらない修学旅行』（2010年10月・シアターグリーン BOX THEATER） - 杉山美里 役。
- みみなりももなりの中目黒TV（2013年10月・ウッディシアター中目黒）

### CM
- 宝くじ「enjoy?宝くじ編」（2012年）
- キリン一番搾り（2013年）
- ソフトバンクモバイル「旅に出る編」（2014年）
- アサヒフード&ヘルスケア「エビオス錠」（2014年）

### ナレーション
- DELISH KITCHEN （2017年～）

### 広告
- スターフライヤー JAZZ LOUNGE 機内ビデオ （2015年～2017年）